# Tour de Kumano
Die Tour de Kumano (jap. ツール・ド・熊野, dt. Kumano-Rundfahrt) ist ein japanisches Straßenrad-Etappenrennen.
Die Tour de Kumano wurde im Jahr 2006 zum ersten Mal ausgetragen. Seitdem ist sie Teil der UCI Asia Tour und in die UCI-Kategorie 2.2 eingestuft. Das Rennen findet jährlich im Mai in der japanischen Region Kumano statt.

## Palmarès
| Jahr | Sieger               | Zweiter              | Dritter                       |          |
| ---- | -------------------- | -------------------- | ----------------------------- | -------- |
| 2006 | Tomoya Kanō          | Shinri Suzuki        | Kazuya Okazaki                |          |
| 2007 | Kazuhiro Mori        | Shinri Suzuki        | Yoshimitsu Tsuji              |          |
| 2008 | Miyataka Shimizu     | Satoshi Hirose       | Yukiya Arashiro               |          |
| 2009 | Walentin Iglinski    | Shinri Suzuki        | Dmitri Fofonow                |          |
| 2010 | Andrei Misurow       | Takashi Miyazawa     | Shin’ichi Fukushima           |          |
| 2011 | Fortunato Baliani    | Miguel Ángel Rubiano | Taiji Nishitani               |          |
| 2012 | Fortunato Baliani    | Julián Arredondo     | Thomas Lebas                  |          |
| 2013 | Julián Arredondo     | Fortunato Baliani    | Nathan Earle                  |          |
| 2014 | Francisco Mancebo    | José Vicente Toribio | Cameron Bayly                 |          |
| 2015 | Benjamín Prades      | Ilya Gorodnichev     | Damien Monier                 |          |
| 2016 | Óscar Pujol          | Benjamín Prades      | Thomas Lebas                  |          |
| 2017 | José Vicente Toribio | Óscar Pujol          | Marcos García Fernández       |          |
| 2018 | Marc de Maar         | Benjamin Dyball      | Benjamín Prades               |          |
| 2019 | Orluis Aular         | Atsushi Oka          | Youcef Reguigui               |          |
| 2020 | abgesagt             | abgesagt             | abgesagt                      | abgesagt |
| 2021 | abgesagt             | abgesagt             | abgesagt                      | abgesagt |
| 2022 | Nathan Earle         | Shoi Matsuda         | Marino Kobayashi              |          |
| 2023 | Atsushi Oka          | Masaki Yamamoto      | Sainbajaryn Dschambaldschamts |          |
| 2024 | Atsushi Oka          | Merhawi Kudus        | Masaki Yamamoto               |          |
| 2025 | Dušan Rajović        | Kim Eu-ro            | Mark Stewart                  |          |